# Паратенорит
Паратенорит, парамелаконіт — мінерал, тетрагональний аналог тенориту.

## Загальний опис
Хімічна формула: CuO або (Cu+)2(Cu2+)6O7.
Дитетрагон-дипірамідальний вид. Густина 6,04. Твердість 4,5-5,0. Колір смоляно-чорний. Блиск яскравий, алмазно-металічний. Риса коричнево-чорна. Непрозорий.
Знайдений на мідній копальні Квін поблизу Бісбі (штат Аризона, США) як вторинний мінерал разом з купритом, ґетитом, теноритом, малахітом. Рідкісний.
Від пара- й назви мінералу тенориту (P.Groth, K.Mieleitner, 1921).